# Dombestein
Dombestein – wieś w zachodniej Norwegii, w okręgu Sogn og Fjordane, w gminie Bremanger. Wieś leży u ujścia rzeki Slettelva, na południowym brzegu fiordu Nordfjord, u podnóża góry Kvasshornet, wzdłuż norweskiej drogi nr 616. Dombestein znajduje się 2 km na wschód od miejscowości Davik i około 47 km na wschód od centrum administracyjnego gminy – Svelgen. 
We wsi w 2001 roku mieszkało 152 osoby.